# Hrabstwo Yates
Yates – hrabstwo (ang. county) w stanie  Nowy Jork w USA. Populacja wynosi 24 621 mieszkańców (stan według spisu z 2000 r.).
Powierzchnia hrabstwa wynosi 973 km². Gęstość zaludnienia wynosi 28 osób/km².

## Miasta
- Barrington
- Benton
- Italy
- Jerusalem
- Middlesex
- Milo
- Potter
- Starkey
- Torrey

## Wioski
- Keuka Park (CDP)
- Dresden
- Dundee
- Penn Yan
- Rushville